# 김유란
김유란(1992년 4월 23일~)은 대한민국의 봅슬레이 선수이다. 2018년 동계 올림픽의 여자 2인승 종목에 참가했다.